# Apanteles eurynome
Apanteles eurynome är en stekelart som beskrevs av Nixon 1965. Apanteles eurynome ingår i släktet Apanteles och familjen bracksteklar. Inga underarter finns listade i Catalogue of Life.